# Stade Mohamed-Ouali
Le Stade Mohamed-Ouali (en arabe : ملعب محمد والي) est un stade situé au centre ville de Mohammadia dans la Wilaya de Mascara. C’est l’un des plus anciens stades construits en Algérie. Il peut accueillir 15 000 spectateurs.

## Histoire

### Matchs importants accueillis
| Date        | Match                       | Résultat | Type         |
| ----------- | --------------------------- | -------- | ------------ |
| 5 juin 1930 | Perrégauloise GS - Elche CF | 1 - 6    | March Amical |